# Slag bij Coronea (447 v.Chr.)
De Slag bij Coronea, ook de Eerste Slag bij Coronea in 447 v.Chr. vond plaats tijdens de Eerste Peloponnesische Oorlog. Hij werd gevoerd tussen de Delische Bond, onder leiding van Athene, en de Boeotische Bond, onder leiding van Boeotië.
In 457 v.Chr. hadden de Atheners tijdens de Slag bij Oenophyta de controle van Boeotië overgenomen. De volgende tien jaar spendeerden ze aan het consolideren van de macht van de Delische Bond in het gebied. In 454 v.Chr. verloren de Atheners een vloot in een poging om, samen met Egypte, de Perzen te verslaan. Omdat ze op dat moment zwak stonden, vreesden ze een opstand van de andere leden van de Delische Bond. Daarom verhuisden ze de schatkist van de stad Delos naar Athene, in 453 v.Chr. Ze ondertekenden ook de Vrede van Callias met Perzië in 450 v.Chr.
De Delische Bond werd aangevoerd door Athene, de andere leden waren eigenlijk minder belangrijk. Athene was altijd zeer machtig op zee en kon dus gemakkelijk de Egeïsche Zee overheersen. Over land verliep het echter iets minder vlot. In 447 v.Chr. keerden sommige van de verbannen soldaten uit de Slag bij Oenophyta terug naar Boeotië, waarbij ze enkele door Athene bezette steden bevrijdden. De Athener Tolmides kreeg een duizendtal hoplieten en een onbepaald aantal andere soldaten met zich mee, om deze steden opnieuw te bezetten. Ze slaagden erin om Chaeronea te heroveren, maar werden even later door de Boeotiërs verslagen bij Coronea. De Atheners zaten als ratten in de val en werden ingesloten in Boeotisch gebied, door Boeotische hoplieten. Er werd een vredesvoorstel uitgewerkt dat bepaalde dat de troepen veilig naar Athene mochten terugkeren, op voorwaarde dat Athene Boeotië zou verlaten en dat Boeotië de Delische Bond mocht verlaten. De meeste leden van de Delische Bond werden door Athene gedwongen om lid te zijn, dus het feit dat Boeotië de Bond mocht verlaten, was een duidelijk signaal van zwakte. Het zou leiden tot opstanden in Euboea en Megara, die op hun beurt het conflict met Sparta zouden veroorzaken, beter bekend als de Peloponnesische Oorlog.